# Série 73 SNCB
La série 73 est une série de locomotives diesel de manœuvre de la SNCB. Elle est dérivée de la série 82, mais en disposant d'un moteur plus puissant (550 kW contre 475 kW). 
Il en va de même pour la série 74, fort semblable à la série 73 mais avec un moteur différent.

## Historique
Après la Seconde Guerre mondiale, les moyens de traction à la SNCB sont composés d'une majorité de locomotives à vapeur ayant survécu au conflit. La traction diesel a toutefois pu évoluer grâce notamment à l'expérience acquise dans la marine de guerre. La différence de coût de fonctionnement est telle que la SNCB accélère le remplacement des machines à vapeur en multipliant les commandes de locomotives diesel.
Une nouvelle génération de locomotives diesel, prenant compte de l’expérience acquise avec les modèles précédents et possédant un maximum d’éléments en commun fut commandée au tandem ayant assemblé la série 80 : la Brugeoise et Nivelles (qui a depuis été acquis par le groupe canadien Bombardier Transport), et les Ateliers Belges Réunis. 
Deux modèles de puissance différente mais techniquement très proches furent commandés :
- La Série 273, à moteur Cockerill T695A de 550 kW, destinées aux manœuvres lourdes et aux dessertes locales
- La Série 262, à moteur ABC de 450 kW, surtout destinées aux manœuvres nécessitant moins de puissance

La première tranche de la série 73 est livrée entre 1965 et 1967 par la Brugeoise et Nivelles pour les 273.001 à 273.025 et ABR pour les 273.026 à 273.035. La commande des premières locomotives Série 82 fut adjugée par la même occasion à ces deux constructeurs.
Les locomotives série 273 furent renumérotées dans la Série 73 en 1971. 
À partir de 1973, elle sera suivie par une nouvelle tranche, cette fois-ci équipée d’un moteur Cockerill 6T240CO de même puissance. Elles étaient numérotées 7336 à 7375 et furent construites par la Brugeoise & Nivelles.
Une troisième et dernière tranche sera commandée en 1977, également à la Brugeoise & Nivelles. Elles étaient mécaniquement identiques à la deuxième tranche mais aptes à fonctionner en unité multiple.
À ce moment-là, la SNCB qui recherchait des locomotives lourdes pour manœuvrer dans le port d'Anvers et remplacer les locomotives Série 72 mit au point une version plus puissante et légèrement plus longue, la Série 74 munie d’un moteur ABC de six cylindres. 

## Utilisation

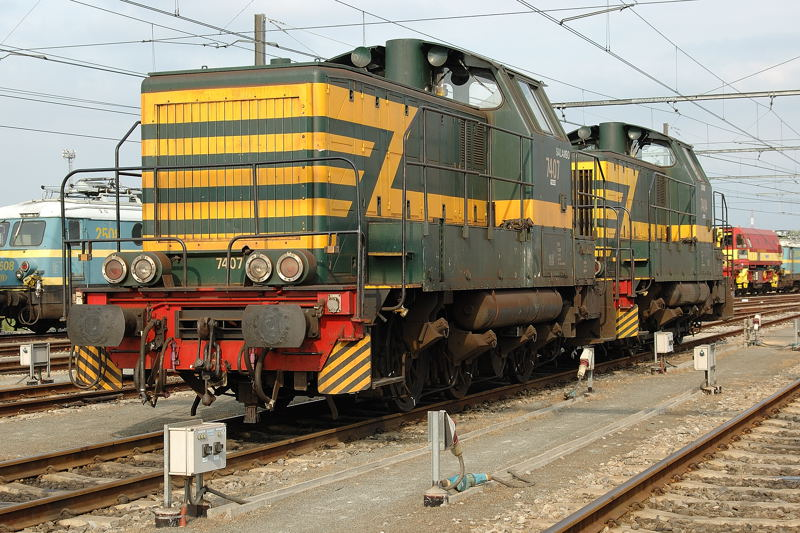
Les 7407 et 7404 au triage d'Anvers-Nord.

La série a été utilisée dans la plupart des triages de Belgique 
L’arrivée de la première tranche des locomotives de la Série 273, qui furent toutes attribuées à Monceau entre 1965 et 1967, et de quelques Série 82 permit de remplacer les dernières locomotives à vapeur de ce dépôt qui accueillait déjà les série 253 (future série 83). Les 73, plus puissantes se verront attribuer les services les plus lourds comme la manœuvre des trains de minerai et la pousse des rames sur le triage à la butte à Monceau et Châtelet.
Elles ont également effectué des dessertes locales et les manœuvres dans d’autres gares et installations dans toute la région de Charleroi et La Louvière.
Les 73 de la seconde tranche ont été affectées à divers dépôts de Belgique, entre-autres Kinkempois et Merelbeke et ont effectué les mêmes types de services.
Les locomotives série 74 furent utilisées autour d’Anvers et au port d’Anvers.
Avec la revente de certaines machines après leur mise hors-service par la SNCB, on peut les voir sur d’autres services : 
- Les locomotives de Rotterdam Rail Feeding assurent la manœuvre dans les emprises portuaires néerlandaises.
- En 2016 une locomotive portant le no 7388 est utilisée sur le chantier du CNM (contournement Nimes-Montpellier)

## Fin de carrière et revente

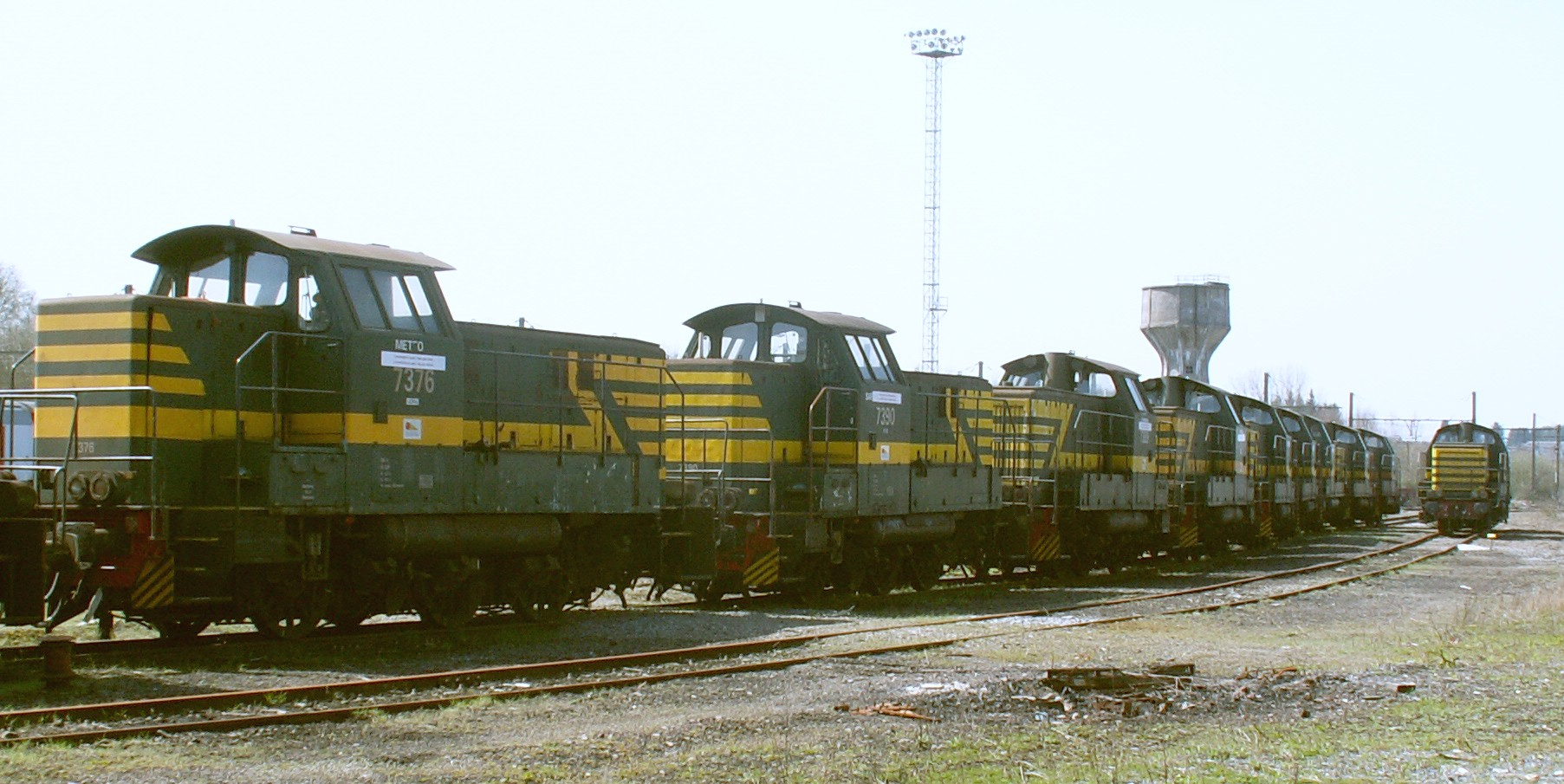
Une rame de série 73 mises en parc au dépôt de Stockem

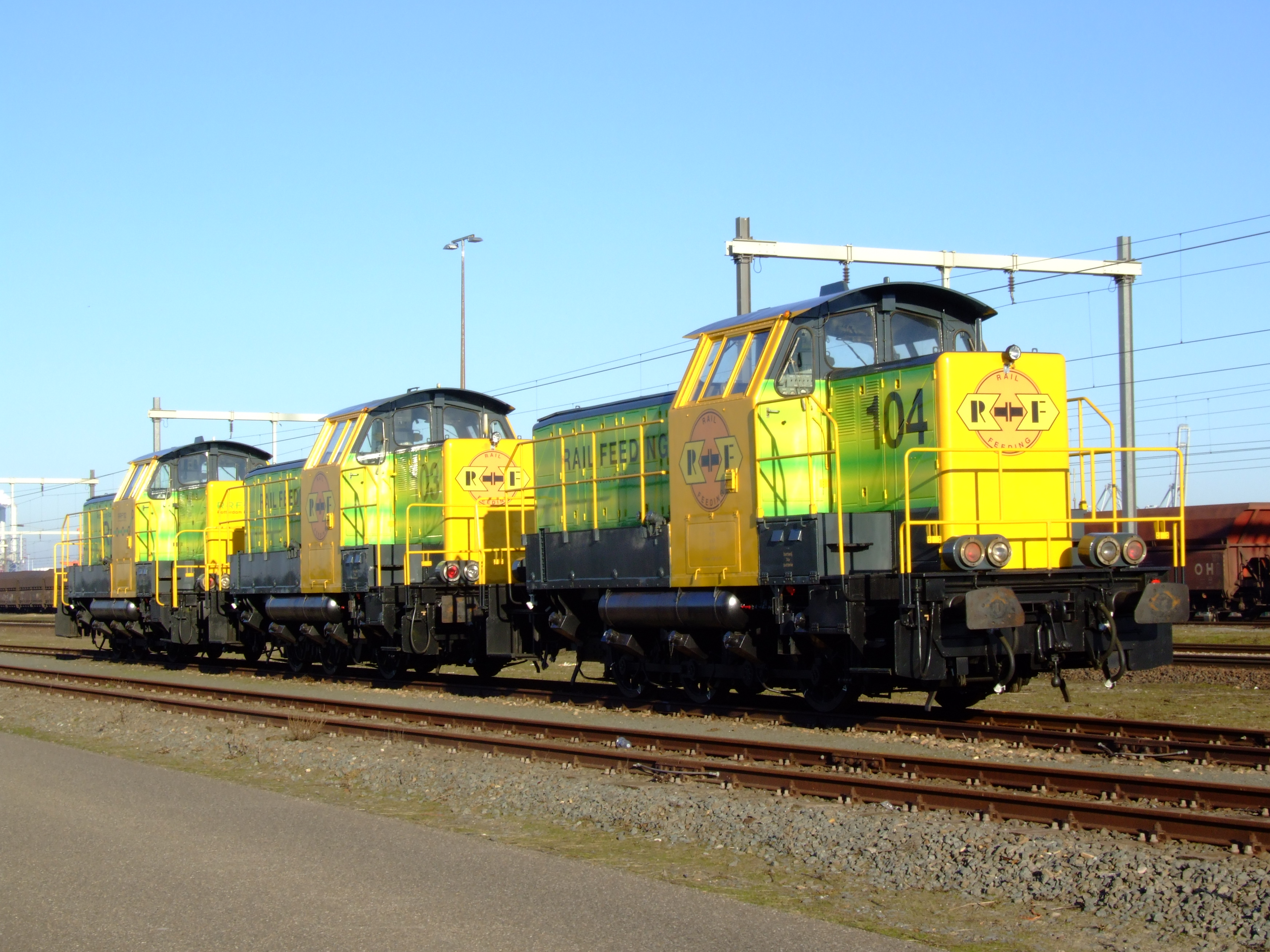
Trois locomotives revendues à Rotterdam Rail Feeding

Les changements en matière de transport des voyageurs et des marchandises et la disparition de nombreux services ont fortement réduit le besoin en locomotives de manœuvres au cours des dernières décennies. Les séries les plus anciennes ont disparu en premier.
Fin des années 1990, la SNCB doit prévoir le remplacement de nombreuses séries de locomotives diesel de ligne et de manœuvre livrées entre 1955 et 1965. L'électrification de la plupart des lignes, et la diminution importante du trafic diffus, et donc des tâches de triage motivent la SNCB à choisir un matériel polyvalent pour remplacer à la fois les locomotives de ligne et celles encore nécessaires pour les manœuvres. Un long processus de marché public attribuera à Siemens la livraison de la série 77. Leur livraison au début des années 2000 induira la mise à la retraite des séries 73, 74 et 82 entre 2002 et 2010.
Infrabel a conservé les 7338, 7340, 7350, 7351, 7352, 7354, 7355, et 7359. Plusieurs locomotives série 74 ont été réactivées et sont utilisées comme gros outillage, seules les 7401 et 7403 seraient encore actives. 
Toutes les autres locomotives série 73 et 74 n’ont pas été démolies et plusieurs sont désormais la propriété d’opérateurs privés afin de démarrer une seconde carrière hors de la Belgique.
- les 7382, 7394, 7391, 7395, 7392, 7390, 7383 et 7378 sont devenues les RRF 101 à 108 de (Rotterdam) Rail Feeding en 2008
- Les 7336, 7376 et 7377 ont été vendues en 2014 à la société italienne Genova Interporta
- les 7363, 7364 et 7374, ont été repeintes en jaune et assurent la traction de trains de travaux en Italie pour la société Gleisfrei.
- La 7392 a été revendue à la société italienne Lotras

## Préservation
Quatre engins ont été préservés ; ils sont la propriété de diverses associations : 
- Le CFV3V emploie la 7304
- L’association luxembourgeoise AMTF-Train 1900 emploie la 7309.
- Le PFT possède les 7402, 7305, 7322, 7324, 7325, 7381, 7384, 7386, 7388 et 7389 et a par ailleurs acquis la 7335 afin d'en récupérer certaines pièces.
- Le Stoomcentrum Maldegem possède la 7408 en état de marche[8]